# Samogneux
Samogneux är en kommun i departementet Meuse i regionen Grand Est (tidigare regionen Lorraine) i nordöstra Frankrike. Kommunen ligger i kantonen Charny-sur-Meuse som tillhör arrondissementet Verdun. År 2022 hade Samogneux 99 invånare.

## Befolkningsutveckling
Antalet invånare i kommunen Samogneux
| Referens: INSEE |